# Morro Bay
Morro Bay es una ciudad situada en el condado de San Luis Obispo, California, Estados Unidos. Tiene una población estimada, a mediados de 2022, de 10 696 habitantes.

## Geografía
La localidad está ubicada en las coordenadas 35°22′00″N 120°52′06″O / 35.36667, -120.86833 (35.366773, -120.868289). Según la Oficina del Censo, tiene una superficie total de 26.74 km², de los cuales 13.83 km² corresponden a tierra firme y 12.91 km² están cubiertos de agua.

## Demografía
Según la estimación 2018-2022 de la Oficina del Censo, los ingresos medios de los hogares de la localidad son de $88,547 y los ingresos medios de las familias son de $111,801. Los ingresos per cápita en los últimos doce meses, medidos en dólares de 2022, son de $50,928. Alrededor del 9.8% de la población está por debajo de la línea de pobreza.